# Свети Архангел Михаил (Гърчище)
Вижте пояснителната страница за други значения на Свети Архангел Михаил.
„Свети Архангел Михаил“ (на македонска литературна норма: „Свети Архангел Михаил“) е възрожденска православна църква във валандовското село Гърчище, югоизточната част на Северна Македония. Част е от Повардарската епархия на Македонската православна църква. Църквата е изградена в 1849 година според повредения надпис над задната врата. Представлява трикорабна сграда с дървени равни тавани, подпрени на шест колони, с женски дял на западната страна и с полукръгла олтарна апсида отвън на източния зид. На широкия около десет метра иконостас има ценни икони от XIX век. Царските двери са красиво резбовани и вероятно са дело на Андон Китанов, работил дълго време в района. Църквата е изписана от братята Доневи от село Гари, Дебърско.